# Aplastodiscus arildae
Aplastodiscus arildae és una espècie de granota que viu al Brasil.